# Yana Zvéreva
Yana Alexándrovna Zvéreva –en ruso, Яна Александровна Зверева– (Kalinin, 6 de marzo de 1989) es una deportista rusa que compite en esgrima, especialista en la modalidad de espada.
Ganó dos medallas de oro en el Campeonato Mundial de Esgrima, en los años 2013 y 2014, y dos medallas de plata en el Campeonato Europeo de Esgrima, en los años 2014 y 2017. En los Juegos Europeos de Bakú 2015 obtuvo una medalla de plata en la prueba individual.

## Palmarés internacional
| Campeonato Mundial | Campeonato Mundial    | Campeonato Mundial | Campeonato Mundial |
| Año                | Lugar                 | Medalla            | Prueba             |
| ------------------ | --------------------- | ------------------ | ------------------ |
| 2013               | Budapest (Hungría)    | Medalla de oro     | Espada por equipos |
| 2014               | Kazán (Rusia)         | Medalla de oro     | Espada por equipos |
| Juegos Europeos    |                       |                    |                    |
| Año                | Lugar                 | Medalla            | Prueba             |
| 2015               | Bakú (Azerbaiyán)     | Medalla de plata   | Espada individual  |
| Campeonato Europeo |                       |                    |                    |
| Año                | Lugar                 | Medalla            | Prueba             |
| 2014               | Estrasburgo (Francia) | Medalla de plata   | Espada por equipos |
| 2017               | Tiflis (Georgia)      | Medalla de plata   | Espada por equipos |